# ريز (جمهورية التشيك)
ريز هي قرية تقع في إقليم بوهيميا الوسطى، جمهورية التشيك، يبلغ عدد سكانها حوالي 1957 نسمة.